# Kerkhof van Houtave
Het Kerkhof van Houtave is een gemeentelijke begraafplaats in het Belgische dorp Houtave, een deelgemeente van Zuienkerke. Het kerkhof ligt rond de Sint-Bavo en Sint-Machutuskerk in het centrum van het dorp.

## Oorlogsgraf
Op het kerkhof ligt het graf van de Canadese onderluitenant Langley Frank Willard Smith. Hij diende bij de Royal Naval Air Service en sneuvelde op 12 juni 1917. Hij werd onderscheiden met het Distinguished Service Cross (DSC), het Belgische Croix de guerre en was ook ridder in de Kroonorde. Zijn graf wordt onderhouden door de Commonwealth War Graves Commission en staat er geregistreerd onder Houtave Churchyard.

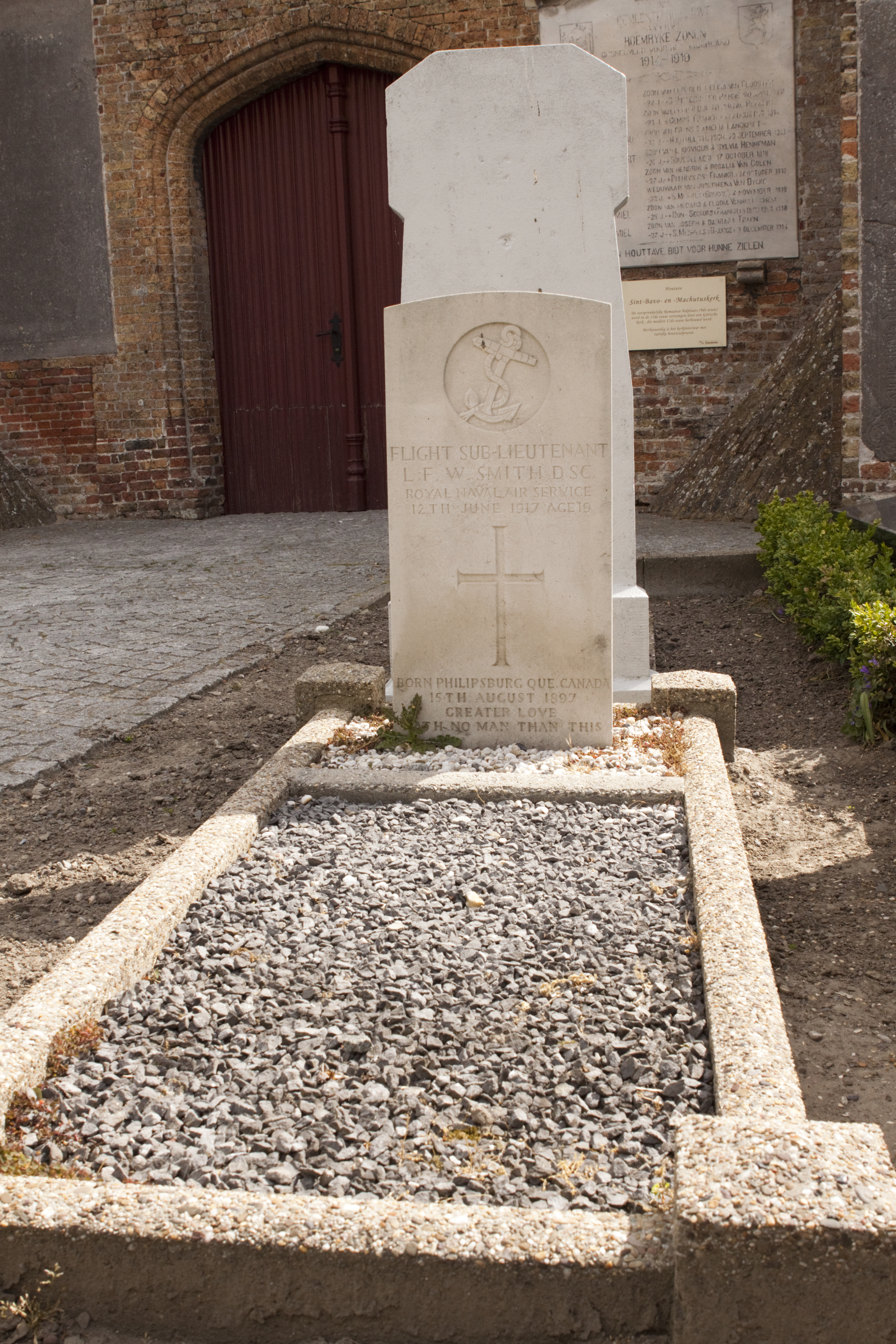
Graf van L. F. W. Smith